# San Esteban, Ilocos Sur

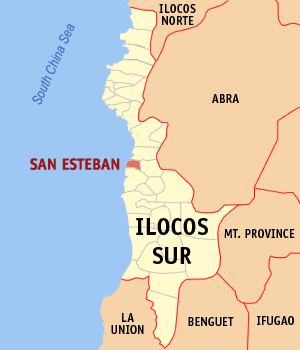
Bản đồ Ilocos Sur với vị trí của San Esteban

San Esteban là một đô thị hạng 5 ở tỉnh Ilocos Sur, Philippines. Theo điều tra dân số năm 2000 của Philipin, đô thị này có dân số 7.174 người trong 1.482 hộ.

## Các đơn vị hành chính
San Esteban được chia ra 10 barangay.
- Ansad
- Apatot
- Bateria
- Cabaroan
- Cappa-Cappa
- Poblacion
- San Nicolas
- San Pablo
- San Rafael
- Villa Quirino